# Varnavino
Varnavino (en russe : Варна́вино) est une commune urbaine de Russie située dans le nord de l'oblast de Nijni Novgorod. C'est le siège administratif du raïon et de la municipalité du même nom,.

## Géographie
Ce village urbain est situé à 137 km (à vol d'oiseau) et 185 km (par la route) au nord de Nijni Novgorod, au bord de la rivière Vetlouga. La gare ferroviaire la plus proche est celle de Vetloujskaïa à 41 km.
La température moyenne en janvier est de -13,6°С, en juillet de +18,1°С.

## Histoire

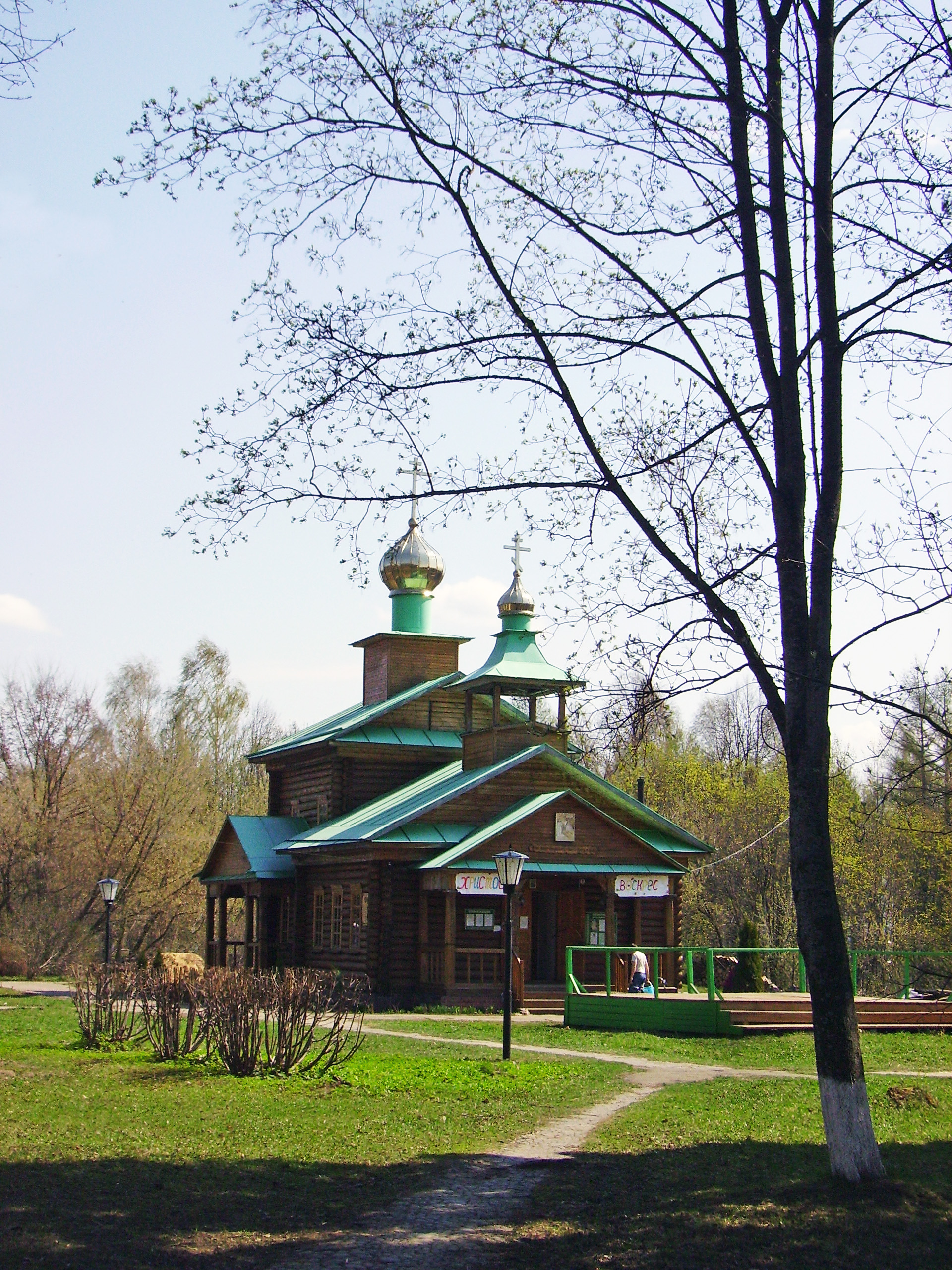
Église Saint-Barnabé-de-la-Vetlouga.

C'est en 1417 qu'un moine de Veliki Oustioug du nom de Barnabé (Varnava en russe) de la Vetlouga s'est installé ici pour fonder un ermitage, devenu ensuite monastère, autour duquel s'est formé un marché et un village.
En 1778, le village obtient le statut de ville — et chef-lieu d'ouïezd du gouvernement de Kostroma — sous le nom de Varnavine.
Le 19 février (3 mars) 1853 , l'écrivain Alexeï Tikhonov y est né ; c'est l'auteur du roman Pollice verso,.
Une insurrection contre le pouvoir bolchévique éclate à Ouren en 1918 au début de la guerre civile et se répand dans la région ; mais le soviet de Varnavine tente de mater les rebelles et il s'ensuit des tueries. Le pouvoir supprime le statut de ville à Varnavine qui redevient le village de Varnavino.
En 1922, l'ouïezd de Varnavine est transféré du gouvernement de Kostroma au gouvernement de Nijni Novgorod. Le village de Varnavino obtient le statut de village ouvrier de type urbain en 1961.

## Population
Recensements (*) et estimations de la population,,:
| 1897* | 1926* | 1939* | 1959* | 1970* |
| ----- | ----- | ----- | ----- | ----- |
| 1 444 | 1 598 | 2 284 | 2 900 | 3 147 |

| 1979* | 1989* | 2002* | 2010* | 2012  |
| ----- | ----- | ----- | ----- | ----- |
| 3 529 | 3 909 | 3 718 | 3 475 | 3 456 |

| 2013  | 2014  | 2015  | 2016  | 2017  |
| ----- | ----- | ----- | ----- | ----- |
| 3 460 | 3 406 | 3 352 | 3 301 | 3 304 |

| 2018  | 2019  | 2020  | 2021* | 2023  |
| ----- | ----- | ----- | ----- | ----- |
| 3 278 | 3 242 | 3 187 | 3 205 | 3 178 |

## Patrimoine
Plusieurs édifices sont classés au patrimoine culturel architectural.

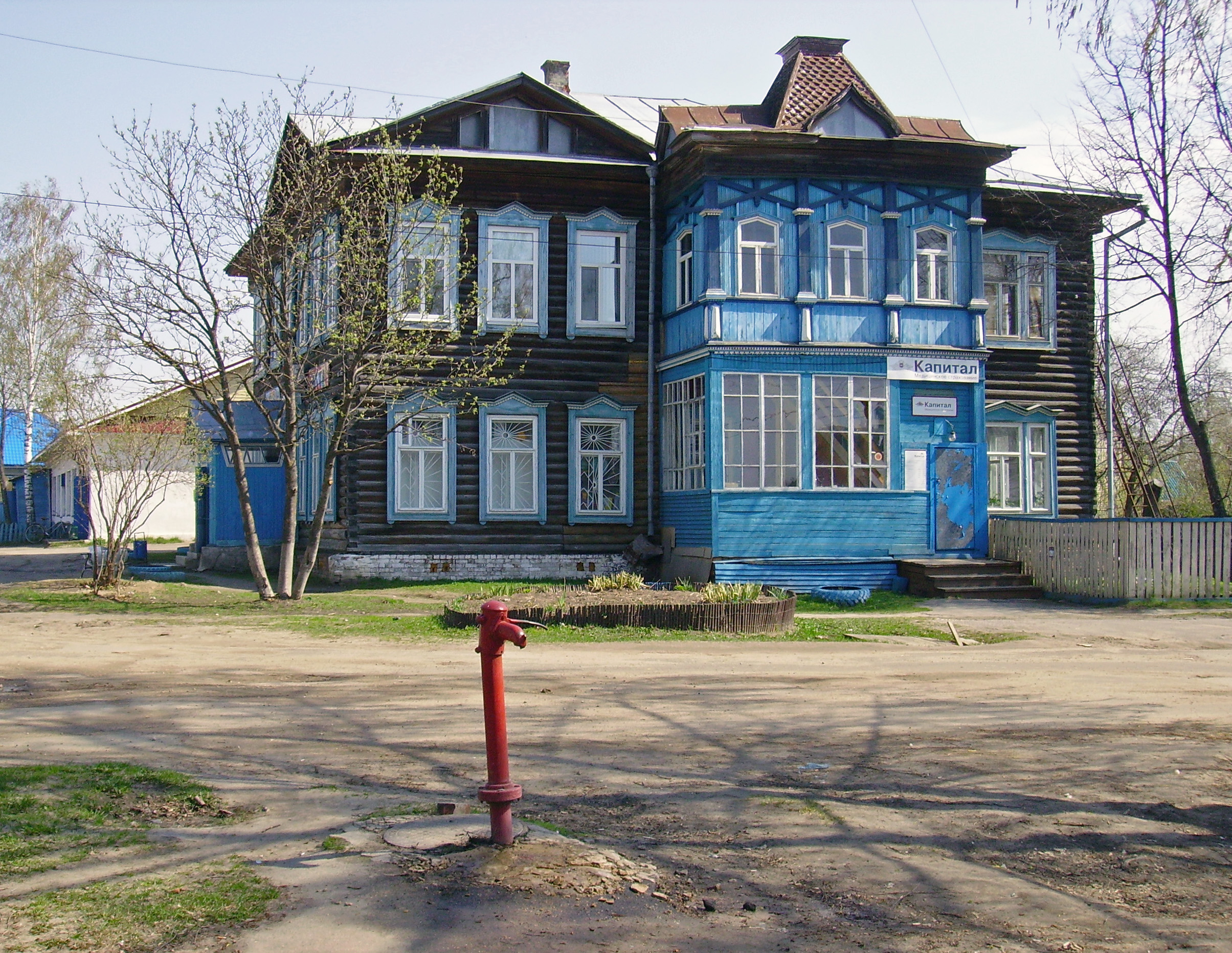
Maison Moutovkine.
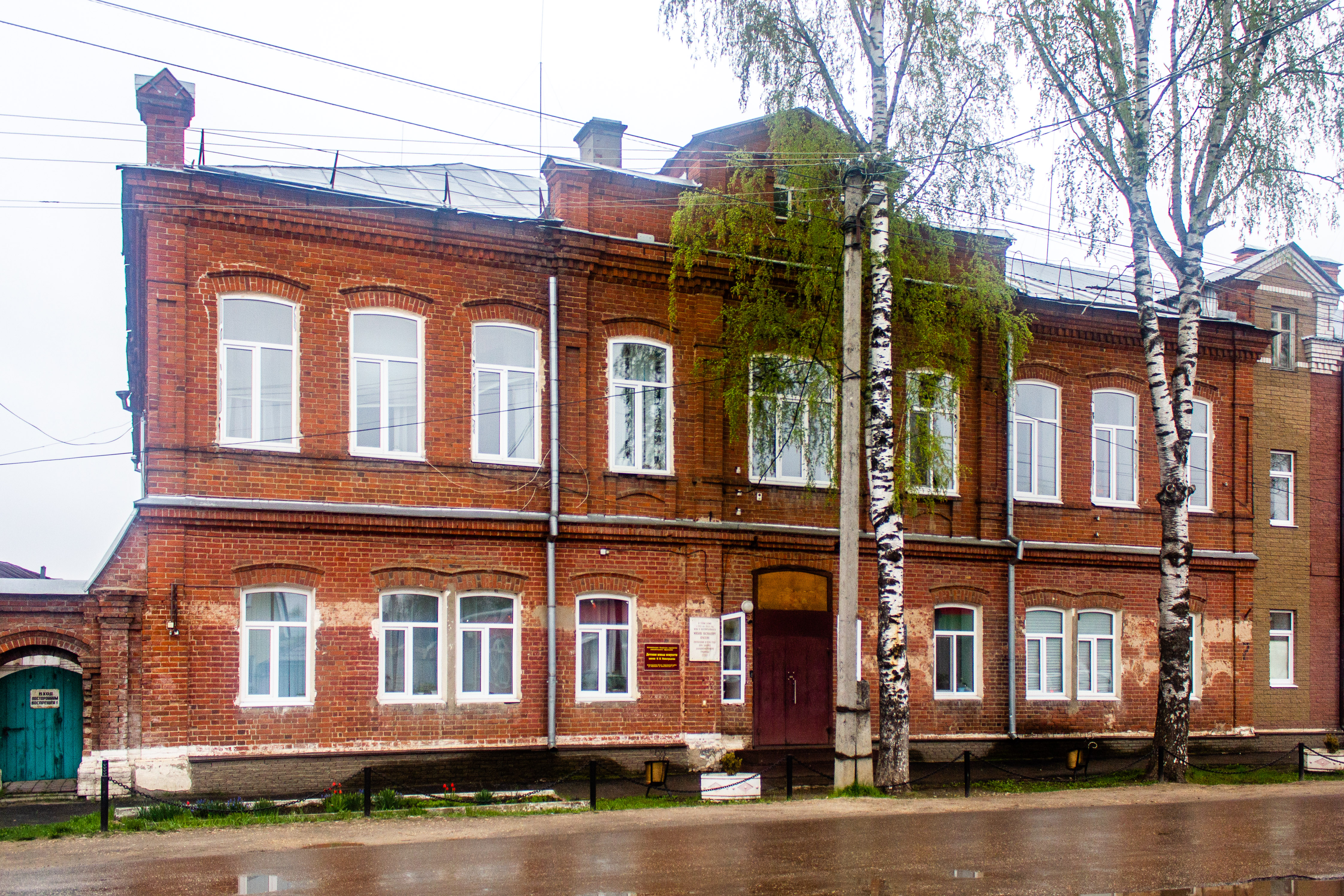
Ancien gymnasium de garçons.
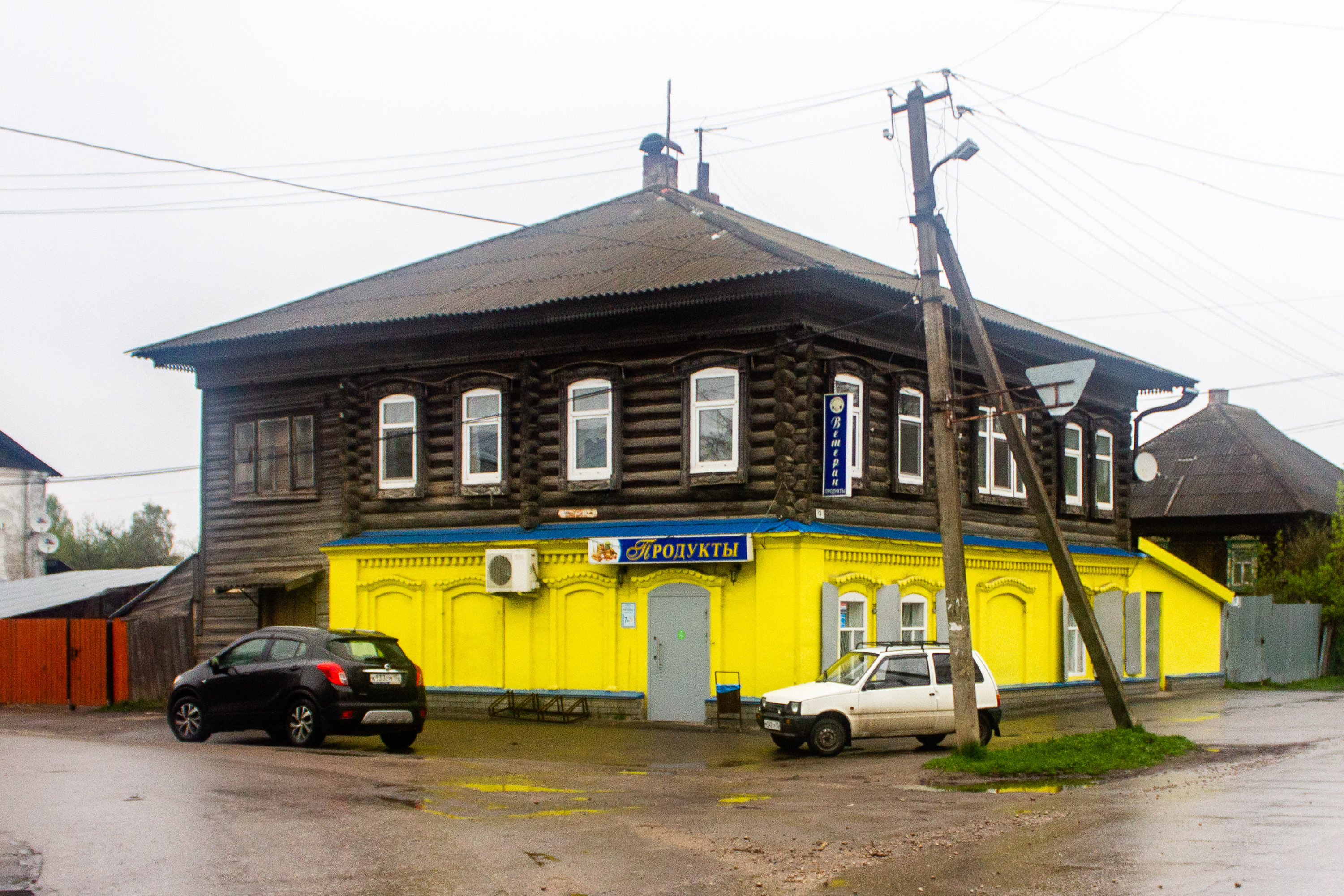
Maison Antonov.
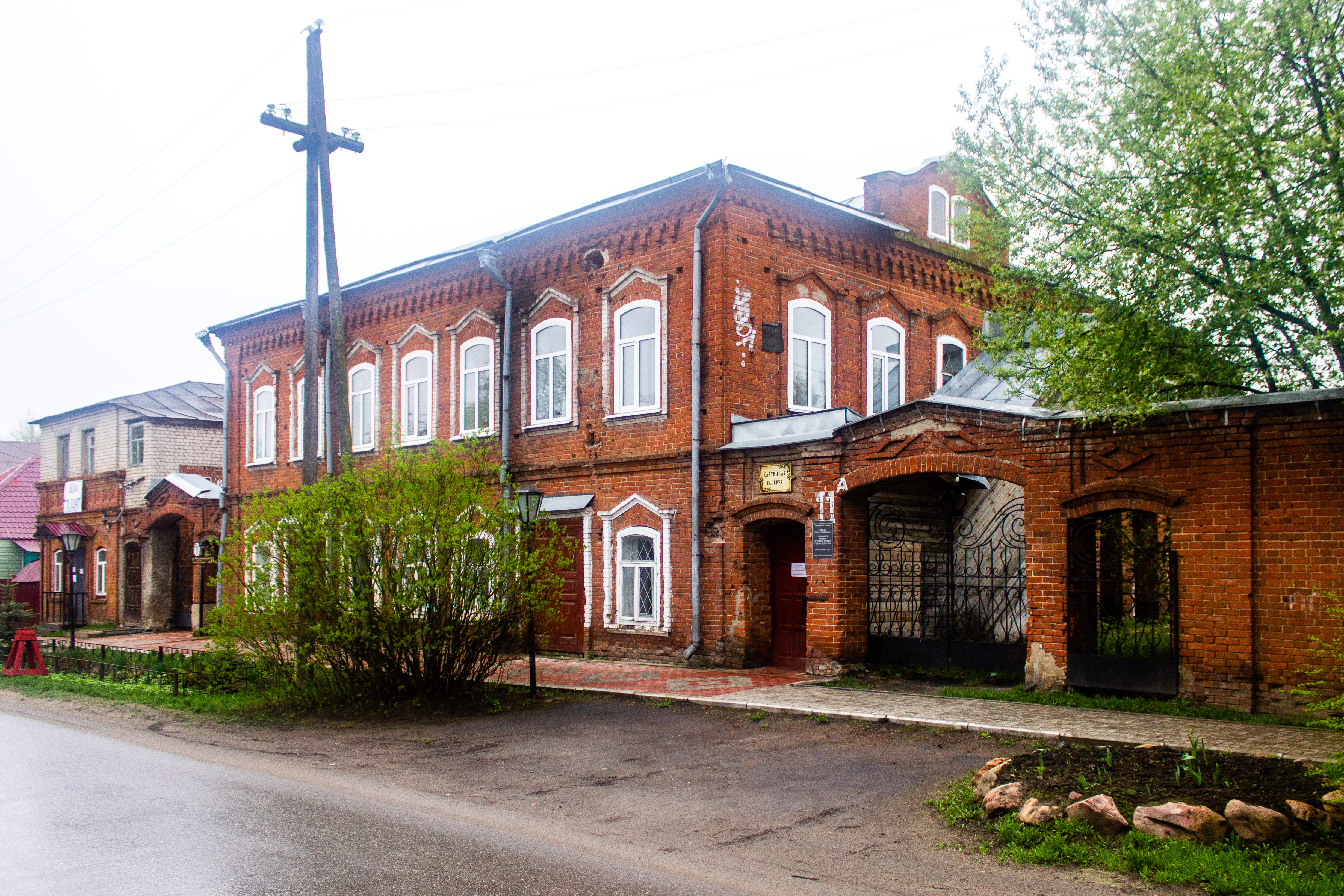
Hôtel particulier Selivanov.

## Religion
L'église Saint-Barnabé-de-la-Vetlouga est le siège du doyenné de Varnavino dépendant de l'éparchie de Gorodets de l'Église orthodoxe russe.